# Kanton Villeneuve-lès-Avignon
Kanton Villeneuve-lès-Avignon (francouzsky Canton de Villeneuve-lès-Avignon) je francouzský kanton v departementu Gard v regionu Languedoc-Roussillon. Tvoří ho pět obcí.

## Obce kantonu
- Les Angles
- Pujaut
- Rochefort-du-Gard
- Saze
- Villeneuve-lès-Avignon